# Jakub Byrczek
Jakub Byrczek (ur. 6 lipca 1946 w Jaworznie) – polski artysta fotograf. Członek Związku Polskich Artystów Fotografików. Prezes Zarządu Okręgu Śląskiego ZPAF.

## Życiorys
Jakub Byrczek związany ze śląskim środowiskiem fotograficznym, mieszka i pracuje w Katowicach. Jest absolwentem Politechniki Śląskiej w Gliwicach, którą ukończył w 1973 roku. Od 1999 roku jest doktorem sztuk filmowych i fotografii – stopień uzyskany w Państwowej Wyższej Szkole Filmowej, Telewizyjnej i Teatralnej im. Leona Schillera w Łodzi (od 2005 roku dr hab. sztuk filmowych i fotografii). Jest wykładowcą fotografii na Wydziale Radia i TV Uniwersytetu Śląskiego w Katowicach.
Od 1988 roku był opiekunem, kuratorem Galerii Fotografii Oddziału Śląskiego Związku Polskich Artystów Fotografików, w 1993 roku był inicjatorem i współzałożycielem Galerii Fotografii Pusta w Górnośląskim Centrum Kultury. Od 2000 roku jest animatorem ruchu fotograficznego – twórcą i realizatorem programów Żywy Skansen Fotografii, Szkoła widzenia i kontynuatorem Galerii Fotografii Pusta Ciąg Dalszy w Jaworznie. Prowadzi warsztaty fotograficzne m.in. w tematach dotyczących dawnych szlachetnych technik fotograficznych. Wiele miejsca w twórczości fotograficznej Jakuba Byrczka zajmuje fotografia otworkowa.
Jakub Byrczek jest autorem i współautorem wielu wystaw fotograficznych; indywidualnych, zbiorowych – w Polsce i za granicą. W 1982 roku został przyjęty w poczet członków Związku Polskich Artystów Fotografików. Od 1997 roku do 2005 był prezesem Zarządu Okręgu Śląskiego Związku Polskich Artystów Fotografików. W 2012 roku został uhonorowany nagrodą Związku Polskich Artystów Fotografików – m.in. za działalność na rzecz Okręgu Śląskiego ZPAF.

## Wystawy indywidualne
- Przedfakty (1983)
- Dwa i pół obrotu w jedną stronę (1987)
- Wszystko co jest ma swoje miejsce i światło (1987)
- Matce światło (1999)
- Nietrwałość fotografii (2001)

Źródło

## Odznaczenia
- Srebrna odznaka Zasłużonemu w Rozwoju Województwa Katowickiego (1982)[3]
- Brązowy Medal „Zasłużony Kulturze Gloria Artis” (2020)[13][14]